# Preneopogon
Preneopogon is een geslacht van vlinders van de familie van de grasmotten (Crambidae), uit de onderfamilie van de Spilomelinae. De wetenschappelijke naam voor dit geslacht is voor het eerst gepubliceerd in 1896 door William Warren.

## Soorten
- Preneopogon barbata Warren, 1896
- Preneopogon catenalis (Wileman, 1911)